# Municipio de Telchac Pueblo
El Municipio de Telchac Pueblo, con cabecera municipal homónima, es uno de los 106 municipios de Yucatán. Situado al norte de la península de Yucatán y del estado del mismo nombre.

## Toponimia
El nombre del municipio proviene del idioma maya y que traducido al español significa oficialmente "Agua o lluvia necesaria", por derivarse de las voces Tel, contracción de teel, indispensable o necesario y chac, contracción de chaac, lluvia o agua. Erróneamente se dice que el significado es "Gallo Colorado" (Tel significa gallo y Chac colorado).
La denominación "Pueblo" se utiliza para diferenciarlo del cercano municipio llamado Telchac Puerto. Ambos fueron anatño un solo municipio, pero en 1932, por problemas políticos, se independizaron, escindiéndose en dos municipios. Cuando Telchac Puerto era comisaría de Telchac Pueblo se llamaba Miramar, y aún en la actualidad hay un área de aquel muinicipio que sigue llamándose así.

## Geografía
El municipio de Telchac Pueblo se ubica en el centro-norte del estado de Yucatán y tiene una extensión territorial de 81.75 kilómetros cuadrados. Limita al norte con el municipio de Telchac Puerto, al este con el municipio de Sinanché, al sur con el municipio de Motul y al oeste con el municipio de Dzemul.

### Orografía e hidrografía
Como toda la península de Yucatán, el territorio es absolutamente plano alcanzando un altitud máxima de 10 metros sobre el nivel del mar, y tiene una suave inclinación en sentido sur-norte, es decir en dirección a la costa del Golfo de México; fisiográficamente la totalidad del territorio pertenece a la Province XI Península de Yucatán y la Subprovincia 62 Carso Yucateco.
En todo el territorio no existen corrientes superficiales de agua debido a la alta permeabilidad del suelo, siendo esto también una especial característica del territorio yucateco, el agua se filtra al subsuelo donde forma corriestes subterráneas que forman cenotes, que son afloramientos a la superficie de estos río subterráneos, en Telchac Pueblo existen un total de 11 cenotes, 10 de los cuales son a cielo abierto y uno es considerado semiabierto. La totalidad del territorio municipal pertenece a la Cuenca Yucatán de la Región hidrológica Yucatán Norte (Yucatán).

### Clima y ecosistemas
En el territorio de Telchac Pueblo se registran dos tipos de clima, en su extremo sur el clima está clasificado como Cálido subhúmedo con lluvias en verano, de menor humedad, y en el resto del municipio es Semiseco muy cálido y cálido; la temperatura media anual que se registra en todo el municipio es superior a los 26 °C; la precipitación promedio anual se eleva desde el norte hacia el sur, es decir, alejándose de la costa en bandas sucesivas, la primera de 500 a 600 mm, la segunda de 600 a 700 mm, la tercera de 700 a 800 mm y la última de 800 a 1,000 mm.
Todo el territorio de Telchac Pueblo se encuentra cubierto por Selva Baja, aunque partes importantes han cambiado su uso hacia la agricultura y la zona urbana; entre las principales especies vegetales están la ceiba, pochote, cedro y chacá; y entre las animales, conejo, zarigüeya y tuza.
| Mapas geográficos de Telchac Pueblo |        |
|                                     |        |
| Relieve e hidrología                | Climas |

## Demografía
De acuerdo a los resultados del Conteo de Población y Vivienda de 2005 realizado por el Instituto Nacional de Estadística y Geografía, la población total de Telchac Pueblo es de 3,404 habitantes, de los cuales 1,730 son hombres y 1,674 son mujeres; por tanto el porcentaje de población masculina es de 50.8%, la tasa de crecimiento población anual de 2000 a 2005 ha sido de 0.5%, el 24.1% de los habitantes tiene menos de 15 años de edad, mientras que entre ésta y los 64 años se encuentra el 62.9% de los pobladores, el 99.2% viven en localidades de más  de 2,500 habitantes y el 19.9% de los habitantes mayores de 5 años son hablantes de alguna lengua indígena.

Principales localidades

### Localidades
En Telchac Pueblo se encuentran un total de siete localidades, las principales y su población total en 2005 son:
| Localidad       | Población |
| Total Municipio | 3,404     |
| Telchac Pueblo  | 3,377     |
| San Roque       | 9         |
| San Isidro      | 7         |

## Infraestructura

Infraestructura y comunicaciones

### Comunicaciones
El municipio de Telchac Pueblo se encuentra comunicado con el resto del estado de Yucatán principalmente por vía terrestre, pues no existen en su territorio ni puertos ni aeropuertos o pistas de aterrizaje; las carreteras principales son dos de carácter estatal.
La principal es la Carretera estatal 172 de Yucatán que cruza todo el municipio de norte a sur pasando por l cabecera municipal, esta carretera comunica al sur con la ciudad de Motul y al norte con Telchac Puerto, junto a ella se encuentra también la población de San Isidro, en Motul esta carretera se une a la Carretera Federal 176; la segunda carretera estatal cruza el municipio en sentido este-oeste, pasando también por la cabecera municipal donde se interseca con la carretera anterior, ésta la une hacia el oeste con Dzemul y Baca, y hacia el este con Sinanché, Yobaín y Dzidzantún donde enlaza a la Carretera Federal 178. Existe además en el extremo sur del municipio una carretera estatal secundaria que desde la carretera 172, frente a San Isidro, comunica con el poblado de Kancabchén Uci, del vecino municipio de Motul.
También se encuentran en el municipio dos caminos de terracería, uno en el norte une a la población de San Roque con la carretera 172 y otra al sur desde San Isidro en la misma carretera y continúa hacia los vecinos municipios de Dzemul y Motul.

### Educación
En materia educativa el municipio cuenta con escuelas de educación preescolar, primaria, secundaria y media terminal. Se cuenta con una biblioteca en la cabecera del municipio.

## Economía
La mayor parte de la población del municipio se dedica al sector primario de la economía, particularmente al agrícola, siendo el maíz y el henequén los principales cultivos. La actividad henequenera fue de gran importancia gozando los planteles existentes del agave de fama, por la calidad y el contenido de fibra.
La actividad ganadera es también de relativa importancia, particularmente la ganadería bovina.
El comercio y la actividad manufacturera son los otros sectores presentes en la actividad económica municipal.

## Política

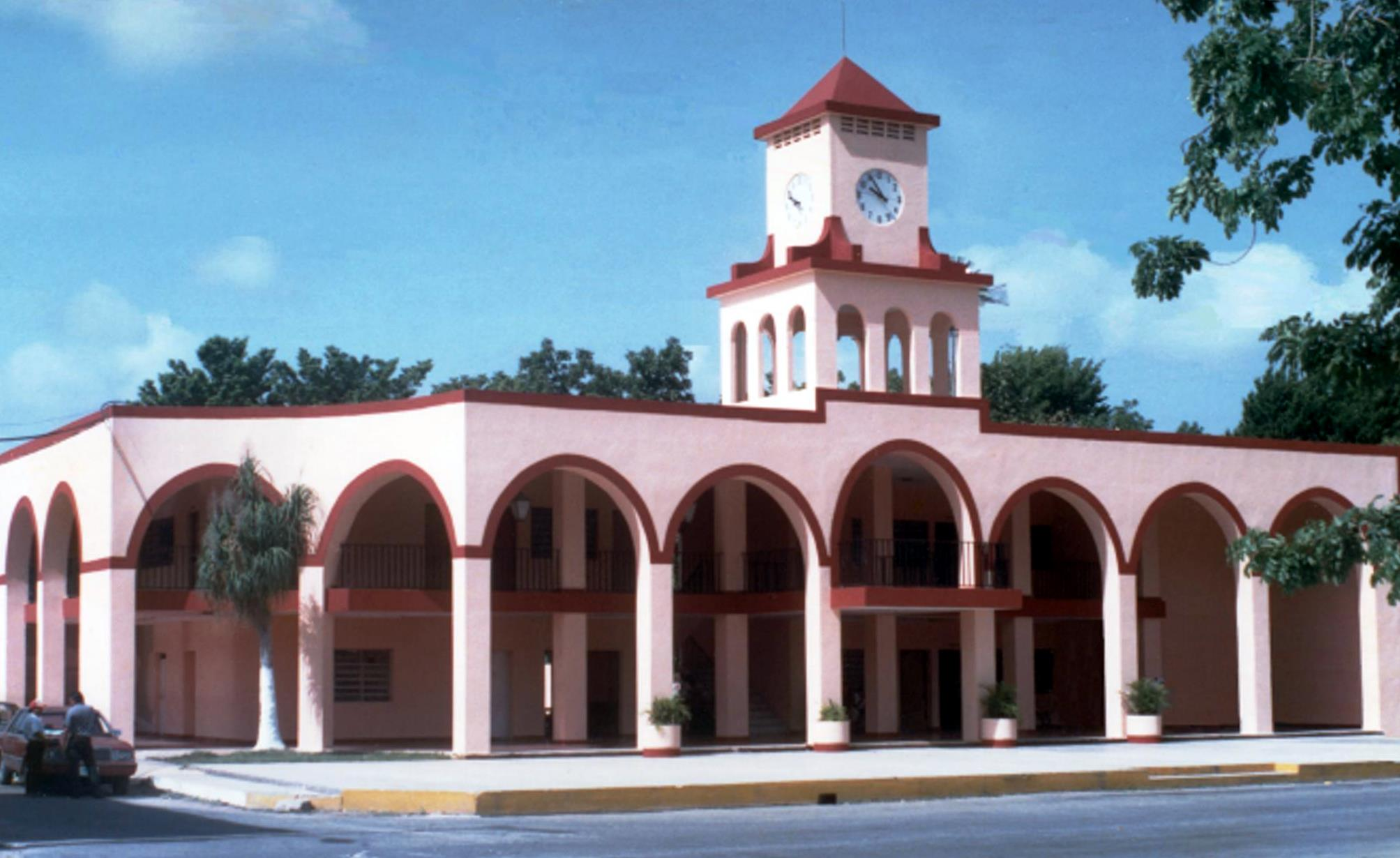
Ayuntamiento de Telchac Pueblo

El gobierno del municipio de Telchac Pueblo le corresponde al Ayuntamiento, el cual también es denominado Comuna, estando integrado por un total de 5 regidores, de los cuales el primero ejerce el cargo de Presidente Municipal y el segundo el de Síndico, tres regidores son electos por el principio de mayoría relativa y dos por el de representación proporcional; todos son electos mediante sufragio universal, directo y secreto para un periodo de tres años no renovables para el periodo inmediato pero si de forma no continua y entran a ejercer su cargo el día 1 de julio del año en que fueron elegidos.

### División administrativa
El municipio de Telchac Pueblo tiene como división 2 juntas municipales, 1 comisaría municipal y 19 agencias municipales.

### Representación legislativa
Para efectos de la división geográfica en distrito electorales locales y federales para la elección de diputados de mayoría, el municipio de Telchac Pueblo se divide de la siguiente forma:
Local:
- IX Distrito Electoral Local de Yucatán con cabecera en Progreso.[20]

Federal:
- II Distrito Electoral Federal de Yucatán con cabecera en Progreso.[21]

### Presidentes municipales
- 1995 - 1998: Carlos Raúl Jiménez Tamayo
- 1998 - 2001: Juan Tamayo Cab
- 2001 - 2004: José Enrique Ruiz Maldonado
- 2004 - 2007: Manuel Jesús Aguilar Pech
- 2007 - 2010: José Luis Aguilar Cervantes
- 2010 - 2012: Heyder Alfredo Maldonado López
- 2012 - 2015: Manuel Jesús Aguilar Pech
- 2015 - 2018: Carlos Humberto Cabrera Rivero
- 2018 - 2021: Juan Jacobo López Álvarez
- 2021 - 2024: Juan Jacobo López Álvarez